# 侵犯公民人身权利、民主权利罪
侵犯公民人身权利、民主权利罪是《中华人民共和国刑法》规定的一类罪名。
根据《中华人民共和国刑法》、《最高人民法院关于执行〈中华人民共和国刑法〉确定罪名的规定》及其补充规定，侵犯人身权利、民主权利罪包括以下几部分犯罪：

## 侵犯他人生命的犯罪
1. 故意杀人罪（刑法第232条）
2. 过失致人死亡罪（刑法第233条）

## 侵犯他人身体健康的犯罪
1. 故意伤害罪（刑法第234条）
2. 组织出卖人体器官罪（第234条之一第1款（《刑法修正案（八）》第37条第1款））
3. 过失致人重伤罪（刑法第235条）

## 侵犯妇女儿童身心健康的犯罪
1. 强奸罪（刑法第236条）
2. 强制猥亵、侮辱妇女罪（刑法第237条第1款）
3. 猥亵儿童罪（刑法第237条第3款）

## 侵犯他人人身自由的犯罪
1. 非法拘禁罪（刑法第238条）
2. 绑架罪（刑法第239条）
3. 拐卖妇女、儿童罪（刑法第240条）
4. 聚众阻碍解救被收买的妇女、儿童罪（刑法第242条第2款）
5. 诬告陷害罪（刑法第243条）
6. 强迫劳动罪（（取消强迫职工劳动罪罪名）第244条（《刑法修正案（八）》第38条））
7. 雇用童工从事危重劳动罪（刑法第244条之一，刑法修正案四）
8. 收买被拐卖的妇女、儿童罪（刑法第241条第1款）
9. 非法搜查罪（刑法第245条）
10. 非法侵入住宅罪（刑法第245条）

## 侵犯他人名誉、人格的犯罪
1. 侮辱罪（刑法第246条）
2. 诽谤罪（刑法第246条）

## 借助国家机关权力侵犯他人人身权利的犯罪
1. 刑讯逼供罪（刑法第247条）
2. 暴力取证罪（刑法第247条）
3. 虐待被监管人罪（刑法第248条）

## 侵犯公民民主权利的犯罪
1. 煽动民族仇恨、民族歧视罪（刑法第249条）
2. 出版歧视、侮辱少数民族作品罪（刑法第250条）
3. 破坏选举罪（刑法第256条）
4. 报复陷害罪（刑法第254条）
5. 非法剥夺公民宗教信仰自由罪（刑法第251条）
6. 侵犯少数民族风俗习惯罪（刑法第251条）
7. 侵犯通信自由罪（刑法第252条）
8. 私自开拆、隐匿、毁弃邮件、电报罪（刑法第253条第1款）
9. 出售、非法提供公民个人信息罪（第253条之一第1款（《刑法修正案（七）》第7条第1款））
10. 非法获取公民个人信息罪（第253条之一第2款（《刑法修正案（七）》第7条第2款））
11. 打击报复会计、统计人员罪（刑法第255条）
12. 暴力干涉婚姻自由罪（刑法第257条）
13. 重婚罪（刑法第258条）
14. 破坏军婚罪（刑法第259条第1款）
15. 虐待罪（刑法第260条）
16. 遗弃罪（刑法第261条）
17. 拐骗儿童罪（刑法第262条）
18. 组织残疾人、儿童乞讨罪（刑法第262条之一刑法修正案六）
19. 组织未成年人进行违反治安管理活动罪（第262条之二（《刑法修正案（七）》第8条））